# Smuggler
Smuggler (スマグラー ＳＭＵＧＧＬＥＲ) és una sèrie manga japonesa escrita i il·lustrada per Shohei Manabe. Va ser serialitzat a la Monthly Afternoon de Kodansha del maig del 2000 a l'agost del 2000 i publicat en un sol volum. L'octubre de 2011 es va estrenar una adaptació cinematogràfica d'imatge real.

## Producció
Manabe es va inspirar en les obres del cineasta Quentin Tarantino en la realització de la sèrie.

## Mèdia

### Manga
Escrita i il·lustrada per Shohei Manabe, la sèrie va començar la serialització al Monthly Afternon de Kodansha el maig de 2000; va completar la seva serialització l'agost de 2000. Els seus capítols es van reunir en un únic volum tankōbon, que es va publicar el 21 d'agost de 2000. Una preqüela one-shot es va publicar l'agost de 2011.
A l'agost de 2005, Tokyopop va anunciar que tenien llicència de la sèrie per a la seva publicació en anglès. Després de Tokyopop va deixar de publicar la sèrie, va ser autoritzada per One Peace Books el març de 2013.

### Pel·lícula
L'octubre de 2010 es va anunciar una adaptació cinematogràfica d'imatge real. Dirigida per Katsuhito Ishii i protagonitzada per Satoshi Tsumabuki, la pel·lícula es va estrenar el 22 d'octubre de 2011. El 7 d'octubre de 2011 es va estrenar un drama derivat per a dispositius mòbils.
El març de 2012, Cinema Asia Releasing va anunciar que donava la llicència de la pel·lícula per a la seva distribució internacional. Tanmateix, el gener de 2014 Funimation i Giant Ape Media van anunciar que tenien llicència per a la pel·lícula. Van estrenar la pel·lícula en DVD l'1 d'abril de 2014.

## Recepció
Ken Haley de Pop Culture Shock va elogiar la història i els personatges, tot i que va considerar que l'art de la primera part de la sèrie era lleig i amateur. A Manga: The Complete Guide, l'escriptor Jason Thompson va elogiar l'obra d'art com a realista i la història és "ben escrita [i] ben traçada".